# USS Sturgeon (SS-25)
USS Sturgeon (SS-25) – amerykański okręt podwodny z okresu I wojny światowej, druga jednostka typu E. Została zwodowana 15 czerwca 1911 roku w Fore River Shipyard w Quincy, a w listopadzie 1911 roku nazwę okrętu zmieniono na oznaczenie literowo-numeryczne E-2. Został przyjęty w skład US Navy 14 lutego 1912 roku. Okręt wycofano ze służby 20 października 1921 roku i sprzedano w roku następnym.

## Projekt i budowa
Konstrukcja USS „Sturgeon” była niemal identyczna jak okrętów typu D z tym, że w miejsce silników benzynowych zamontowano silniki Diesla. Okręt cechował dużych rozmiarów kiosk z mostkiem oraz dwa peryskopy. Po raz pierwszy w amerykańskich okrętach podwodnych umieszczono na nim dziobowe stery głębokości oraz radiostację.
USS „Sturgeon” (Submarine Torpedo Boat No. 25) zbudowany został w Fore River Shipyard w Quincy. Wodowanie miało miejsce 15 czerwca 1911 roku.

## Dane taktyczno–techniczne
„Sturgeon” był małym okrętem podwodnym o konstrukcji jednokadłubowej. Długość całkowita jednostki wynosiła 41,2 metra, szerokość 4,4 metra i zanurzenie 3,6 metra. Wyporność w położeniu nawodnym wynosiła 287 ton, a w zanurzeniu 342 tony. Okręt napędzany był na powierzchni przez dwa silniki Diesla NELSECO o łącznej mocy 700 koni mechanicznych (KM). Napęd podwodny zapewniały dwa silniki elektryczne Electro-Dynamic o łącznej mocy 600 KM. Dwuśrubowy układ napędowy pozwalał osiągnąć prędkość 13,5 węzła na powierzchni i 11,5 węzła w zanurzeniu. Zasięg wynosił 21000 Mm przy prędkości 11 węzłów w położeniu nawodnym oraz 100 Mm przy prędkości 5 węzłów pod wodą. Dopuszczalna głębokość zanurzenia wynosiła 60 metrów.
Okręt wyposażony był w cztery dziobowe wyrzutnie torped kalibru 450 mm (18"), z łącznym zapasem czterech torped. Załoga okrętu składała się 20 oficerów, podoficerów i marynarzy.

## Przebieg służby
17 listopada 1911 roku nazwę okrętu zmieniono na oznaczenie literowo-numeryczne E-2, a do służby w US Navy przyjęto go 14 lutego 1912 roku. Pierwszym dowódcą jednostki został chor. C.N. Hinkamp. Okręt włączono w skład Floty Atlantyckiej. W początkowym okresie służby E-2 przechodził różnego rodzaju próby i testy. Między 5 stycznia i 21 kwietnia 1914 roku okręt operował w Zatoce Guantánamo i Zatoce Meksykańskiej, a od lutego do maja 1915 roku pływał u wybrzeży Florydy. W tym roku wymieniono sprawiające wiele kłopotów silniki diesla.
Podczas remontu w New York Naval Shipyard, 15 stycznia 1916 roku na okręcie doszło do wybuchu oparów wodoru i pożaru, w wyniku którego zginęły cztery osoby, a siedem zostało rannych. 13 marca okręt zamieniono w laboratorium do testowania akumulatorów niklowo-żelazowych Edisona.
25 marca 1918 roku w New London okręt przywrócono do służby. Od 21 maja do 27 sierpnia 1918 roku okręt odbył cztery patrole przeciw U-Bootom w rejonie Przylądka Hatteras. 31 sierpnia E-2 powrócił do New London i po odbyciu jeszcze dwóch patroli uczestniczył w próbach i szkoleniu. 17 lipca 1920 roku otrzymał numer identyfikacyjny SS-25.
E-2 został wycofany ze służby 20 października 1921 roku w Filadelfii. Sprzedano go 19 kwietnia 1922 roku.